# Werner Klemperer
Werner Klemperer (Colonia, Alemania, 22 de marzo de 1920-Nueva York, Estados Unidos, 6 de diciembre de 2000) fue un actor estadounidense de origen alemán, conocido principalmente por su papel del coronel Klink en la sitcom de la CBS Hogan's Heroes. 

## Inicios
Nació en el seno de una familia dedicada a la música. Sus padres eran Otto Klemperer, renombrado director de orquesta, y Johanna Geisler, una soprano. Además, era primo de Victor Klemperer. 
Al ser de origen judío, la familia Klemperer decidió huir del régimen Nazi en 1935, viajando a Los Ángeles, California, donde su padre tenía un puesto de director de orquesta. Klemperer empezó a actuar en la high school, siguiendo cursos de interpretación en Pasadena (California). Werner Klemperer, al igual que sus padres, también estaba bien dotado para la música, y era un buen concertista de violín y piano, decidiendo más adelante ampliar su carrera artística cantando como barítono operístico y actuando además en musicales de Broadway.
Al iniciarse la Segunda Guerra Mundial sirvió en el Ejército de los Estados Unidos, siendo destinado a Hawái y trabajando en la unidad Army's Special Services, con la cual viajó por el Teatro de Operaciones del Pacífico entreteniendo a las tropas.

## Carrera
El primer papel cinematográfico de relevancia de Klemperer fue el de psiquiatra en la película de Alfred Hitchcock The Wrong Man (1956). Posteriormente destacó su interpretación en el film de 1961 Judgment at Nuremberg. Esta producción trataba sobre los Juicios de Núremberg posteriores a la Segunda Guerra Mundial, y en la misma Klemperer encarnaba a Emil Hahn, un juez nazi, y uno de los acusados en el juicio. Antes de ello, hizo un pequeño papel en el film de Errol Flynn Istanbul (1957), y ese mismo año intervino en el episodio "Comstock Conspiracy" de la serie Maverick. Además, en 1961  hizo el papel principal de la película Operation Eichmann. En la televisión fue artista invitado de la serie de Brian Keith Crusader, un drama sobre la Guerra Fría emitido por la CBS.  
Antes de actuar en Hogan's Heroes, Klemperer fue en dos ocasiones Hugo en la serie televisiva How to Marry a Millionaire (1957–1959), con Barbara Eden y Merry Anders. Sin embargo, es conocido principalmente por ser el Coronel Wilhelm Klink, comandante del Stalag 13 en el show Hogan's Heroes, emitido entre 1965 y 1971. Klemperer, consciente de que iba a interpretar a un oficial alemán del régimen nazi, aceptó el papel con la única condición de que Klink fuera retratado como un loco al que todo le salía mal. Por su actuación como Klink, Klemperer fue nominado en seis ocasiones al Premio Emmy al mejor actor de reparto, ganando el premio en 1968 y 1969. Fue en el plató de Hogan's Heroes donde conoció a su segunda esposa, la actriz Louise Troy, que trabajaba como artista invitada. La pareja se casó en 1969, divorciándose en 1975.
Klemperer representó al personaje con su misma indumentaria en un cameo en la serie de la década de 1960 Batman. Además, en 1966 fue el Oficial Bolix en el episodio de Perdidos en el Espacio "All That Glitters".  
En 1968 interpretó a un inútil oficial de Alemania del Este en la comedia The Wicked Dreams of Paula Schultz, dirigida por George Marshall y protagonizada por Elke Sommer y varios de sus compañeros en Hogan's Heroes, entre ellos Bob Crane.

## Últimos años
Tras el fallecimiento de su padre en 1973, Klemperer amplió su carrera artística actuando en la ópera y en musicales de Broadway. Por su actuación en Cabaret en 1987 fue nominado al Premio Tony. Además, tomó parte en algunas grabaciones discográficas, destacando una versión de la pieza de Arnold Schönberg Gurrelieder en 1979. En 1981 actuó, con entusiastas críticas y éxito de público, como el Príncipe Orlofsky en la producción de la Ópera de Seattle Die Fledermaus. 
En el ámbito televisivo, continuó actuando de manera ocasional en producciones dramáticas, entre ellas la que hizo en 1992 en el episodio "Starstruck" de la serie Law & Order.
Werner Klemperer tuvo dos hijos, Mark y Erika, fruto de su primer matrimonio con Susan Dempsey. En 1997 se casó con su tercera esposa, la actriz televisiva Kim Hamilton, con la que había vivido varios años. Falleció a causa de un cáncer; sus restos fueron incinerados, y sus cenizas esparcidas en el mar.
Durante muchos años Klemperer fue miembro electo del consejo del sindicato Actors' Equity Association, siendo vicepresidente del mismo en el momento de su muerte.

## Filmografía parcial
- Flight to Hong Kong (1956)
- Kiss Them for Me (1957)
- Istanbul (1957)
- The Goddess (1958)
- Judgement at Nuremberg (1961)
- Operation Eichmann (1961)
- El barco de los locos (1965)
- The Wicked Dreams of Paula Schultz (1968)